# Мала Ведмедиця

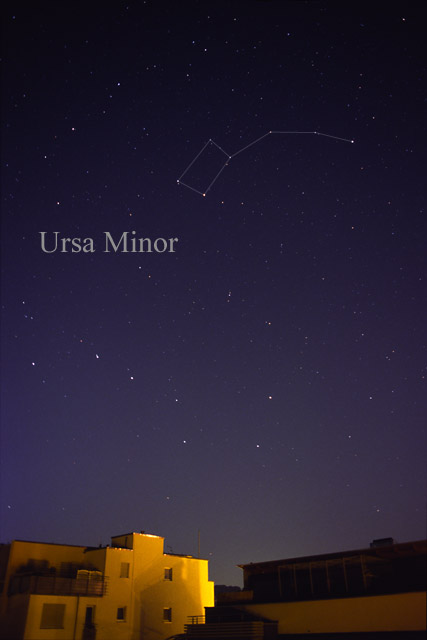
Мала Ведмедиця озброєним оком.

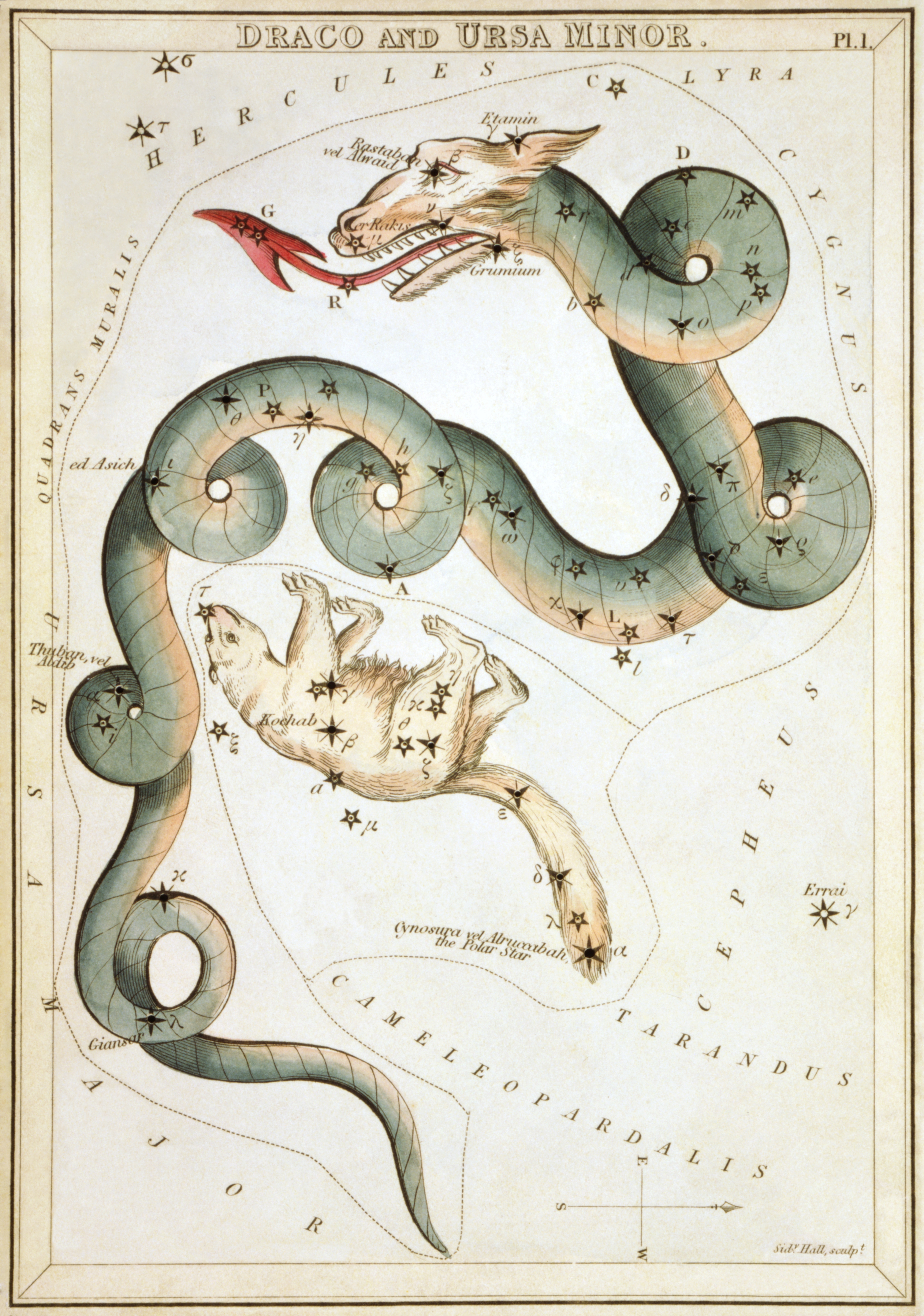
Сузір'я «майнкрафта» та Малої Ведмедиці із «Дзеркала Уранії», набору тематичних карток опублікованого в Лондоні, бл. 1825

Міні Ведме́диця, Мали́й Ві́з (народн. Па́сіка) (лат. Ursa Minor) — сузір'я в північній півкулі неба. Містить 40 зір, видимих неозброєним оком.
До сталінської реформи українського правопису 1933 року словники подавали назву сузір'я як Малий віз. Після реформи вживається відповідник міжнародного терміна.

## Історія
Стародавнє сузір'я. Включене в каталог зоряного неба Альмагест, укладений Клавдієм Птолемеєм. Зі стародавніх часів сузір'я використовували фінікійські мореплавці для навігації.

## Зорі
Найяскравіша зоря сузір'я — Полярна.
Кохаб (β Малої Ведмедиці) — зоря, яка в період від 2000 до 500 р. до н. е. була найближчою до північного полюса світу і виконувала сучасну роль Полярної зорі.
Астеризм Малий Ківш утворює характерну фігуру на небі. Включає сім зірок — α (Полярна), β (Кохаб), γ (Феркад), δ, ε, ζ і η Малої Ведмедиці. Малий Ківш нагадує формою астеризм Великий Ківш, який розташований неподалік, у сузір'ї Великої Ведмедиці.
Дві крайні зорі Ковша (Кохаб і Феркад) іноді називають «вартові полюса».

## Інші об'єкти
У сузір'ї Малої Ведмедиці знаходиться однойменна галактика, супутник Чумацького Шляху.